# Дженкінс (Кентуккі)
Дженкінс (англ. Jenkins) — місто (англ. city) в США, в окрузі Летчер штату Кентуккі. Населення — 1902 особи (2020).

## Географія
Дженкінс розташований за координатами 37°10′12″ пн. ш. 82°38′14″ зх. д. / 37.17000° пн. ш. 82.63722° зх. д. (37.170028, -82.637084). За даними Бюро перепису населення США в 2010 році місто мало площу 19,92 км², з яких 19,85 км² — суходіл та 0,07 км² — водойми. В 2017 році площа становила 23,68 км², з яких 23,59 км² — суходіл та 0,09 км² — водойми.

## Демографія
Згідно з переписом 2010 року, у місті мешкали 2203 особи в 877 домогосподарствах у складі 601 родини. Густота населення становила 111 особа/км². Було 1035 помешкань (52/км²).
Расовий склад населення:
| - 97,7 % — білих - 0,8 % — чорних або афроамериканців - 0,3 % — корінних американців - 0,3 % — азіатів |

До двох чи більше рас належало 0,3 %. Частка іспаномовних становила 1,2 % від усіх жителів.
За віковим діапазоном населення розподілялося таким чином: 24,2 % — особи молодші 18 років, 63,0 % — особи у віці 18—64 років, 12,8 % — особи у віці 65 років та старші. Медіана віку мешканця становила 39,1 року. На 100 осіб жіночої статі у місті припадало 96,9 чоловіків; на 100 жінок у віці від 18 років та старших — 91,4 чоловіків також старших 18 років.
Середній дохід на одне домашнє господарство становив 37 266 доларів США (медіана — 29 211), а середній дохід на одну сім'ю — 45 671 долар (медіана — 38 507). За межею бідності перебувало 32,0 % осіб, у тому числі 41,1 % дітей у віці до 18 років та 15,1 % осіб у віці 65 років та старших.
Цивільне працевлаштоване населення становило 677 осіб. Основні галузі зайнятості: освіта, охорона здоров'я та соціальна допомога — 23,9 %, науковці, спеціалісти, менеджери — 12,3 %, сільське господарство, лісництво, риболовля — 10,2 %, мистецтво, розваги та відпочинок — 9,3 %.

## Персоналії
- Френсіс Гері Пауерс (1929—1977) — американський льотчик, що виконував розвідувальні завдання для ЦРУ.